# Фицрой, Фортуна
Анна Фортуна Фицрой (англ. Ann Fortune FitzRoy), вдовствующая герцогиня Графтон, (урождённая Смит, 24 февраля 1920 — 3 декабря 2021) — британская аристократка, которая служила в качестве правительницы гардеробной королевы Елизаветы II с 1967 года. Вдова Хью Фицроя, 11-го герцога Графтон и бабушка Генри Фицроя, 12-го герцога Графтона.

## Ранняя жизнь
Анна Фортуна Смит родилась в семье капитана Эвана Кадогана Эрика Смита из Эшфолда в Сассексе и его жены Беатрисы Уильямс. Её младший брат, сэр Джон Смит, был финансистом в семейном банковском бизнесе (ранее называвшимся Smith’s Bank of Nottingham, позже названным Национальным провинциальным банком, а затем частью Национального Вестминстерского банка), членом парламента от консерваторов и основателем Landmark Trust. Ещё один младший брат — Джереми Фокс Эрик Смит (род. 1928).

## Брак и дети
12 октября 1946 года она вышла замуж за тогдашнего графа Юстона (будущего 11-го герцога Графтона) в церкви Святой Марии в Слэугэме. Пара впервые встретилась на балу в Юстон-холле. У них было пятеро детей:
- Джеймс Оливер Чарльз Фицрой, граф Юстон (13 декабря 1947 — 1 октября 2009)[4]. Он женился на леди Клэр Амабель Маргарет Керр и имел потомков, в том числе Генри Фицрой, 12-й герцог Графтон.
- Леди Генриетта Фортуна Дорин Фицрой (род. 14 сентября 1949). В 1979 году она вышла замуж за Эдварда Джеральда Патрика Сент-Джорджа (1928—2004)[5].
- Леди Вирджиния Мэри Элизабет Фицрой (род. 10 апреля 1954). Крёстная дочь королевы Елизаветы II[6]. Вышла замуж за лорда Ральфа Уильяма Фрэнсиса Джозефа Керра (род. 1957), второго сына Питера Керра, 12-го маркиза Лотиана, 6 сентября 1980 года; они развелись в 1987 году. Второй раз замужем за Роджером Бабингтоном Хиллом с 1995 года.
- Лорд Чарльз Патрик Хью Фицрой (род. 7 января 1957).
- Леди Оливия Роуз Милдред Фицрой (род. 1 августа 1963).

В 1970 году Хью Фицрой, граф Юстон, сменил своего отца после его смерти как 11-й герцог Графтон, после чего она стала известна как герцогиня Графтонская. В апреле 2011 года герцогиня Графтон овдовела. Герцогом стал их внук, Генри Фицрой, виконт Ипсуич, так как их старший сын умер в 2009 году. Ей исполнилось 100 лет в феврале 2020 года.

## Королевская служба
Фортуна была хозяйкой опочивальни королевы Елизаветы II с 1953 по 1966 год, а затем стала правительницей гардеробной королевы с 1967 до своей смерти в 2021 году. Была награждена Королевским Викторианским орденом (командор) на Новогодних празднествах 1965 года, позже повышена до Дамы-Командора на Новогодних празднествах 1970 года и Большого Креста Дамы в День Рождения королевы 1980 года.
С 1972 по 1990 год она работала мировым судьёй в Западном Суссексе.

## Награждения
- Королевский Викторианский орден:
  - 1 января 1965: Командор Королевского Викторианского ордена[13]
  - 1 января 1970: Дама-командор Королевского Викторианского ордена[12]
  - 13 июня 1980 года: Дама Большого Креста Королевского Викторианского ордена[14]
- 1953: Коронационная медаль Елизаветы II
- 1977: Медаль Серебряного юбилея королевы Елизаветы II
- 2002: Медаль Золотого юбилея королевы Елизаветы II